# Wouters
Wouters ist ein niederländischer Familienname.

## Herkunft und Bedeutung
Wouters ist ein Patronym des männlichen Vornamens Wouter, welcher wiederum eine niederländische Form von Walter ist.

## Namensträger
- Ad Wouters, niederländischer Bildhauer
- Adolphe Wouters (1849–1924), belgischer Komponist
- Albert Wouters (1964–2014), belgischer Fußballspieler
- Cas Wouters (* 1943), niederländischer Soziologe
- Dries Wouters (* 1997), belgischer Fußballspieler
- Edouard Wouters (1830–1876), belgischer Politiker
- Felix Wouters (1915–1986), belgischer Boxer
- Frans Wouters (1612–1659), flämischer Barockmaler
- G. Henry Wouters (1802–1872), belgischer Kirchenhistoriker
- Georges Wouters (1935–1992), belgischer Paläontologe
- Hippolyte Wouters (* 1934), belgischer Advokat, Scrabble-Weltmeister
- Jacoba Wouters (1751–1813), niederländische Schspielerin, Sängerin und Tänzerin
- Jan Wouters (* 1960), niederländischer Fußballspieler
- Jean de Wouters (1905–1973), belgischer Erfinder und Aerodynamikingenieur
- Jos Wouters (* 1960), belgischer Ordensgeistlicher, Generalabt der Prämonstratenser-Chorherren
- Joseph Wouters (* 1942), belgischer Radrennfahrer
- Jürgen Wouters (* 1981), niederländischer Badmintonspieler
- Julia Wouters (* 1996), niederländische Beachvolleyballspielerin
- Leon Wouters (1930–2015), belgischer Fußballspieler
- Liliane Wouters (1930–2016), belgische Schriftstellerin
- Lode Wouters (1929–2014), belgischer Radrennfahrer
- Michael Wouters, niederländischer Schauspieler, Filmschaffender und Komponist
- Michaelina Wouters (um 1620–nach 1682), flämische Malerin
- Paul Wouters (* 1951), Direktor des Centre for Science and Technology Studies an der Universität Leiden, Professor of scientometrics in Leiden
- Rik Wouters (1882–1916), belgischer Maler und Bildhauer
- Rik Wouters (Radsportler) (* 1942), niederländischer Radrennfahrer
- Rolf Wouters (* 1963), niederländischer Fernsehpresentator
- Wayne Wouters (* 1951), Schriftführer des Kanadischen Kronrates
- Wilm Wouters (1887–1957), niederländischer Maler